# 20535 Маршбарроуз
20535 Маршбарроуз (20535 Marshburrows) — астероїд головного поясу, відкритий 7 вересня 1999 року.
Тіссеранів параметр щодо Юпітера — 3,615.